# Phoradendron pergranulatum
Phoradendron pergranulatum är en sandelträdsväxtart som beskrevs av Trelease. Phoradendron pergranulatum ingår i släktet Phoradendron och familjen sandelträdsväxter. Inga underarter finns listade i Catalogue of Life.